# Butjärnet (Tösse socken, Dalsland)
Butjärnet är en sjö i Åmåls kommun i Dalsland och ingår i Göta älvs huvudavrinningsområde. Sjön har en area på 0,0891 kvadratkilometer och ligger 117,2 meter över havet.

## Delavrinningsområde
Butjärnet ingår i det delavrinningsområde (654643-131509) som SMHI kallar för Mynnar i Forsnäsån. Medelhöjden är 113 meter över havet och ytan är 13,23 kvadratkilometer. Det finns ett avrinningsområde uppströms, och räknas det in blir den ackumulerade arean 14,49 kvadratkilometer. Gunnebybäcken som avvattnar avrinningsområdet har biflödesordning 3, vilket innebär att vattnet flödar genom totalt 3 vattendrag innan det når havet efter 187 kilometer. Avrinningsområdet består mestadels av skog (74 procent) och jordbruk (11 procent). Avrinningsområdet har 0,1 kvadratkilometer vattenytor vilket ger det en sjöprocent på 0,7 procent.